# Children of God (album)
Children of God è il quinto album del gruppo musicale statunitense Swans, pubblicato nel 1987 dalla Caroline Records.
È generalmente considerato uno dei lavori più rappresentativi del gruppo, nonché uno dei capolavori dell'industrial rock e del gothic rock.
Nel 1997, venne ripubblicato con allegato un secondo disco, contenente alcuni brani dei World of Skin, progetto parallelo di Gira e di Jarboe.

## Tracce
1. New Mind - 5:13 (Gira/Kizys/Parsons/Westberg)
2. In My Garden - 5:34 (Gira/Kizys/Jarboe)
3. Our Love Lies - 5:50 (Gira/Kizys/Westberg)
4. Sex, God, Sex - 6:49 (Gira/Westberg)
5. Blood and Honey - 4:46 (Gira/Jarboe)
6. Like a Drug (Sha La La La) - 5:36 (Gira/Kizys/Parsons/Westberg)
7. You're Not Real, Girl - 4:21 (Gira)
8. Beautiful Child - 5:16 (Gira/Kizys/Parsons/Westberg)
9. Blackmail - 3:34 (Gira/Jarboe)
10. Trust Me - 5:23 (Gira/Jarboe/Westberg)
11. Real Love - 6:23 (Gira/Kizys/Westberg)
12. Blind of Love - 7:46 (Gira/Westberg)
13. Children of God - 4:34 (Gira/Jarboe)

## Formazione

### Gruppo
- Michael Gira - voce, tastiere e chitarra acustica
- Jarboe - voce e pianoforte
- Algis Kizys - basso
- Ted Parsons - batteria e percussioni
- Norman Westberg - chitarra elettrica e chitarra acustica

### Altri musicisti
- William Barnhardt - pianoforte in Blackmail
- Lindsay Cooper – oboe in Blackmail e Trust Me
- Simon Fraser – flauto in In My Garden
- Audrey Riley – violoncello in Like a Drug (Sha La La La)